# Vystrel v tumane
Vystrel v tumane (Выстрел в тумане) è un film del 1963 diretto da Anatolij Alekseevič Bobrovskij e Aleksandr Seryj.